# Chaudun
Chaudun é uma comuna francesa na região administrativa de Altos da França, no departamento de Aisne. Estende-se por uma área de 8,52 km². Em 2010 a comuna tinha 259 habitantes (densidade: 30,4 hab./km²).